# Parodontax
Parodontax un marchio di una linea di prodotti per l'igiene orale prodotti e distribuiti dalla GlaxoSmithKline in tutto il mondo. Il dentifricio Parodontax è stato sviluppato nel 1937 dal dentista tedesco Dr Focke. Il prodotto aveva la formulazione originale a base di bicarbonato di sodio. È stato quindi lanciato in collaborazione con l'azienda farmaceutica tedesca Madaus, con proprietà antinfiammatorie e antibatteriche aggiuntive, basate sulle piante.
Nel 1975 Parodontax lanciò il primo prodotto contenente clorexidina digluconato in Germania. Dal 1989, il principio attivo clorexidina digluconato è stato ampiamente utilizzato nel trattamento delle malattie gengivali. Nel corso degli anni, è stata sviluppata una vasta gamma di prodotti farmaceutici, compresi collutori, spray e gel, per offrire un trattamento efficace a breve termine per la gengivite.